# 国友明彦
国友 明彦（くにとも あきひこ、1959年 - ）は、日本の法学者。専門は国際法学、民事法学。学位は博士（法学）。大阪公立大学名誉教授。

## 略歴
1959年京都府生まれ。1981年京都大学法学部卒業。1983年同大学法学研究科修士課程修了。1985年大阪市立大学法学部助手、1986年同助教授、2000年同教授（2022年からは大阪公立大学大学院法学研究科教授）、2024年3月同教授を定年退職。2011年5月から国際私法学会で理事を務めている。元司法試験考査委員（2017年11月 - 2021年3月）。

## 著書

### 単著
- 『国際私法上の当事者利益による性質決定』有斐閣、2002年、ISBN	464104614X

### 担当執筆
- 国際法学会 編『国際関係法辞典 第2版』三省堂、2005年、ISBN	4385157510  （担当箇所：常居所、常居所地法、単位法律関係、附従的連結、本国法主義、連結政策）

### 翻訳
- 石部雅亮 [ほか]編『法の国際化への道』信山社、1994年、ISBN	4882615789  （担当箇所：「国際私法の国際化-実質法統一に至る途上の一里塚(にすぎないもの)か、あるいは固有の価値のある(本来的な)目標か」）
- 阿部昌樹、佐々木雅寿、平覚 編『グローバル化時代の法と法律家』日本評論社、2004年、ISBN	4535514186  （担当箇所：クラウス・ズィーヴキング 著「外国人労働者雇用を導く法律家の社会的責任--ドイツの経験から」）